# ミーユエ 王朝を照らす月
『ミーユエ 王朝を照らす月』（ミーユエ おうちょうをてらすつき、原題：羋月传、英題：Legend of Mi Yue）は、2015年の中国のテレビドラマ。総製作費58億円。

## 概要
秦の昭襄王の生母にして始皇帝の高祖母であり、中国史上初の女性政治家と言われる、宣太后の生涯をモチーフに描いた一代記。

## あらすじ
紀元前338年、秦公嬴渠梁（孝公）が没し、太子嬴駟が新たな秦公となった。同じ頃、南方の楚では、覇者を示す覇星の誕生の予言のもとに、楚王の庶子として女の子が生まれる。名を月（ユエ）と名付けられた。

## 主題歌
- 満月（オープニング）[1]

歌詞：陳濤、作曲：王備、歌：陳思思
- 伊人如夢（エンディング：1話～67話）[2]

歌詞：何其玲、作曲：阿鯤、歌：霍尊
- 西風（エンディング：68話～81話）[3]

歌詞：陳濤、作曲：王備、歌：阿魯阿卓

## 登場人物・出演者

### 主要人物
| 役名              | 演                          | 紹介 | 備考 | 声     |
| ミーユエ （羋月） | 孫儷 (スン・リー)           | 楚の庶公主→羋姝の侍妾→秦の八子(妃)→義渠王妃→秦の宣太后 楚の威王と向氏の娘。羋槐、羋茵、羋姝の異母妹。羋戎の姉。魏冄の異父姉。秦の昭襄王・嬴稷の母。 聡明で情に厚く、正義感と度胸がある。覇星の予言を受けて生まれ、威后に虐げられる。公主らしい教育をあまり受けられず、少女期はやんちゃな一面があった。羋姝とは仲が良く、父王にも『小虎』と呼ばれ可愛がられる。父王の死後、威后によって羋戎と共に殉葬されそうになるが莒姫の策で免れ、王宮を出て陵墓に仕える質素な少女期を過ごした。羋姝の口添えで王宮に戻ってからは黄歇と相愛の仲になる。羋姝が秦に嫁ぐ際、侍妾として楚を出てから黄歇と駆け落ちする計画を立てたが、翟驪の襲撃に合い、黄歇が死んだと思い込んだまま秦まで向かうことになった。秦では嬴駟に寵愛され、羋姝に嫉妬されるようになる。嬴駟との間に稷を産むが、嬴駟の死後は息子と共に人質として燕へ遣わされ、辛酸を舐めた。武王・嬴蕩の死後、翟驪の妃となりその支援を得て、幼い嬴稷を秦王位につける。その後『太后』という新しい位を名乗り、政治の実権を握る。 投げ鞭で石を飛ばすことと、排簫の演奏が得意。最終回では兵馬俑を作らせている。 | 宣太后が威王の娘であるという設定はフィクション。史実では恵文王との間に男子三人、義渠君との間に男子二人を産んでいる。 陳景元は、秦始皇帝陵兵馬俑坑は宣太后のために作られたものであるという説を唱え、出土品に書かれた"脾"に似た文字が"月"と"羋"を表しているとし、これを宣太后の名だと主張している。ただしこの説を否定する説もある。 | 季冠霖 |
| ミーユエ （羋月） | 劉楚恬（4-5歳）             | 楚の庶公主→羋姝の侍妾→秦の八子(妃)→義渠王妃→秦の宣太后 楚の威王と向氏の娘。羋槐、羋茵、羋姝の異母妹。羋戎の姉。魏冄の異父姉。秦の昭襄王・嬴稷の母。 聡明で情に厚く、正義感と度胸がある。覇星の予言を受けて生まれ、威后に虐げられる。公主らしい教育をあまり受けられず、少女期はやんちゃな一面があった。羋姝とは仲が良く、父王にも『小虎』と呼ばれ可愛がられる。父王の死後、威后によって羋戎と共に殉葬されそうになるが莒姫の策で免れ、王宮を出て陵墓に仕える質素な少女期を過ごした。羋姝の口添えで王宮に戻ってからは黄歇と相愛の仲になる。羋姝が秦に嫁ぐ際、侍妾として楚を出てから黄歇と駆け落ちする計画を立てたが、翟驪の襲撃に合い、黄歇が死んだと思い込んだまま秦まで向かうことになった。秦では嬴駟に寵愛され、羋姝に嫉妬されるようになる。嬴駟との間に稷を産むが、嬴駟の死後は息子と共に人質として燕へ遣わされ、辛酸を舐めた。武王・嬴蕩の死後、翟驪の妃となりその支援を得て、幼い嬴稷を秦王位につける。その後『太后』という新しい位を名乗り、政治の実権を握る。 投げ鞭で石を飛ばすことと、排簫の演奏が得意。最終回では兵馬俑を作らせている。 | 宣太后が威王の娘であるという設定はフィクション。史実では恵文王との間に男子三人、義渠君との間に男子二人を産んでいる。 陳景元は、秦始皇帝陵兵馬俑坑は宣太后のために作られたものであるという説を唱え、出土品に書かれた"脾"に似た文字が"月"と"羋"を表しているとし、これを宣太后の名だと主張している。ただしこの説を否定する説もある。 | 劉楚恬 |
| ミーユエ （羋月） | 李景児（7-8歳）             | 楚の庶公主→羋姝の侍妾→秦の八子(妃)→義渠王妃→秦の宣太后 楚の威王と向氏の娘。羋槐、羋茵、羋姝の異母妹。羋戎の姉。魏冄の異父姉。秦の昭襄王・嬴稷の母。 聡明で情に厚く、正義感と度胸がある。覇星の予言を受けて生まれ、威后に虐げられる。公主らしい教育をあまり受けられず、少女期はやんちゃな一面があった。羋姝とは仲が良く、父王にも『小虎』と呼ばれ可愛がられる。父王の死後、威后によって羋戎と共に殉葬されそうになるが莒姫の策で免れ、王宮を出て陵墓に仕える質素な少女期を過ごした。羋姝の口添えで王宮に戻ってからは黄歇と相愛の仲になる。羋姝が秦に嫁ぐ際、侍妾として楚を出てから黄歇と駆け落ちする計画を立てたが、翟驪の襲撃に合い、黄歇が死んだと思い込んだまま秦まで向かうことになった。秦では嬴駟に寵愛され、羋姝に嫉妬されるようになる。嬴駟との間に稷を産むが、嬴駟の死後は息子と共に人質として燕へ遣わされ、辛酸を舐めた。武王・嬴蕩の死後、翟驪の妃となりその支援を得て、幼い嬴稷を秦王位につける。その後『太后』という新しい位を名乗り、政治の実権を握る。 投げ鞭で石を飛ばすことと、排簫の演奏が得意。最終回では兵馬俑を作らせている。 | 宣太后が威王の娘であるという設定はフィクション。史実では恵文王との間に男子三人、義渠君との間に男子二人を産んでいる。 陳景元は、秦始皇帝陵兵馬俑坑は宣太后のために作られたものであるという説を唱え、出土品に書かれた"脾"に似た文字が"月"と"羋"を表しているとし、これを宣太后の名だと主張している。ただしこの説を否定する説もある。 |        |
| ミーユエ （羋月） | 柴蔚（12-13歳）             | 楚の庶公主→羋姝の侍妾→秦の八子(妃)→義渠王妃→秦の宣太后 楚の威王と向氏の娘。羋槐、羋茵、羋姝の異母妹。羋戎の姉。魏冄の異父姉。秦の昭襄王・嬴稷の母。 聡明で情に厚く、正義感と度胸がある。覇星の予言を受けて生まれ、威后に虐げられる。公主らしい教育をあまり受けられず、少女期はやんちゃな一面があった。羋姝とは仲が良く、父王にも『小虎』と呼ばれ可愛がられる。父王の死後、威后によって羋戎と共に殉葬されそうになるが莒姫の策で免れ、王宮を出て陵墓に仕える質素な少女期を過ごした。羋姝の口添えで王宮に戻ってからは黄歇と相愛の仲になる。羋姝が秦に嫁ぐ際、侍妾として楚を出てから黄歇と駆け落ちする計画を立てたが、翟驪の襲撃に合い、黄歇が死んだと思い込んだまま秦まで向かうことになった。秦では嬴駟に寵愛され、羋姝に嫉妬されるようになる。嬴駟との間に稷を産むが、嬴駟の死後は息子と共に人質として燕へ遣わされ、辛酸を舐めた。武王・嬴蕩の死後、翟驪の妃となりその支援を得て、幼い嬴稷を秦王位につける。その後『太后』という新しい位を名乗り、政治の実権を握る。 投げ鞭で石を飛ばすことと、排簫の演奏が得意。最終回では兵馬俑を作らせている。 | 宣太后が威王の娘であるという設定はフィクション。史実では恵文王との間に男子三人、義渠君との間に男子二人を産んでいる。 陳景元は、秦始皇帝陵兵馬俑坑は宣太后のために作られたものであるという説を唱え、出土品に書かれた"脾"に似た文字が"月"と"羋"を表しているとし、これを宣太后の名だと主張している。ただしこの説を否定する説もある。 | 季冠霖 |
| 羋姝              | 劉涛 (リウ・タオ)           | 楚の嫡公主→秦の王后→秦の恵文后 楚の威王と威后の娘。羋槐の同母妹。羋茵の異母妹。羋月と羋戎の異母姉。 母后に大切にされ、たおやかな公主らしい公主に育つ。楚ではミーユエと仲が良く、たびたび母后や羋茵から彼女を庇い、黄歇との仲を後押しするなどもした。ミーユエと街に出たときに嬴駟と知り合い、心惹かれる。秦に嫁ぐことが叶い嬴駟との間に嬴蕩を産むが、徐々に寵を失う。ミーユエが嬴駟に寵愛され妊娠したことで、彼女への嫉妬を深めていく。 | モデルとなった恵文后は魏姓で、名の記録はない。楚の公主で宣太后と姉妹であるという設定はフィクション。 | 張艾   |
| 羋姝              | 李妮妮（6歳）               | 楚の嫡公主→秦の王后→秦の恵文后 楚の威王と威后の娘。羋槐の同母妹。羋茵の異母妹。羋月と羋戎の異母姉。 母后に大切にされ、たおやかな公主らしい公主に育つ。楚ではミーユエと仲が良く、たびたび母后や羋茵から彼女を庇い、黄歇との仲を後押しするなどもした。ミーユエと街に出たときに嬴駟と知り合い、心惹かれる。秦に嫁ぐことが叶い嬴駟との間に嬴蕩を産むが、徐々に寵を失う。ミーユエが嬴駟に寵愛され妊娠したことで、彼女への嫉妬を深めていく。 | モデルとなった恵文后は魏姓で、名の記録はない。楚の公主で宣太后と姉妹であるという設定はフィクション。 |        |
| 羋姝              | 郝怡霖（8歳）               | 楚の嫡公主→秦の王后→秦の恵文后 楚の威王と威后の娘。羋槐の同母妹。羋茵の異母妹。羋月と羋戎の異母姉。 母后に大切にされ、たおやかな公主らしい公主に育つ。楚ではミーユエと仲が良く、たびたび母后や羋茵から彼女を庇い、黄歇との仲を後押しするなどもした。ミーユエと街に出たときに嬴駟と知り合い、心惹かれる。秦に嫁ぐことが叶い嬴駟との間に嬴蕩を産むが、徐々に寵を失う。ミーユエが嬴駟に寵愛され妊娠したことで、彼女への嫉妬を深めていく。 | モデルとなった恵文后は魏姓で、名の記録はない。楚の公主で宣太后と姉妹であるという設定はフィクション。 |        |
| 嬴駟              | 方中信 (アレックス・フォン) | 秦の王→秦の恵文王 嬴華、孟嬴、嬴蕩、嬴稷の父。 その深謀遠慮で秦を発展させた明君。先代の王后を亡くした後、友和を求めて楚にやってくる。この時お忍びで街を散策していてミーユエと羋姝に出会い、羋姝に惹かれ正式に求婚して王后とする。ミーユエのことは、初めは姉思いで口達者な面白い公主だと見ていた。やがてミーユエを一人の女性として愛するようになり、黄歇を忘れられないでいた彼女の心を、時間をかけて癒していった。後宮の争いごとを嫌う。 ミーユエと親しくなるような年頃の娘(孟嬴)を持つ年齢であり、楚の街で出会ったミーユエたち姉妹に『おじさん(老伯)』と言われて気にするような描写がある。 | 秦としては初めて王号を唱えた君主。 | 湯水雨 |
| 黄歇              | 黄軒 (ホアン・シュエン)     | 春申君 戦国四君の一人。幼い頃から太子羋橫の学友として楚王宮に出入りしており、ミーユエと知り合う。彼女と惹かれ合い、羋姝の輿入れを機に駆け落ちをする約束をしたが、翟驪の襲撃からミーユエをかばって崖から落ち、記憶を失くしてしまう。 | 威王の孫だという説がある。 | 姜広涛 |
| 黄歇              | 谷昊峰（10歳）              | 春申君 戦国四君の一人。幼い頃から太子羋橫の学友として楚王宮に出入りしており、ミーユエと知り合う。彼女と惹かれ合い、羋姝の輿入れを機に駆け落ちをする約束をしたが、翟驪の襲撃からミーユエをかばって崖から落ち、記憶を失くしてしまう。 | 威王の孫だという説がある。 |        |
| 黄歇              | 丁楠（15-16歳）             | 春申君 戦国四君の一人。幼い頃から太子羋橫の学友として楚王宮に出入りしており、ミーユエと知り合う。彼女と惹かれ合い、羋姝の輿入れを機に駆け落ちをする約束をしたが、翟驪の襲撃からミーユエをかばって崖から落ち、記憶を失くしてしまう。 | 威王の孫だという説がある。 |        |
| 翟驪              | 高雲翔 (ガオ・ユンシャン)   | 義渠王→義渠君 嬴芾の父。 羋姝の輿入れ行列を略奪目的で襲撃した際、姉の身代わりにおとりとしてとび出したミーユエと出会う。彼女を気に入り、たびたび彼女を助けるようになる。嬴駟の死後にミーユエと婚礼を挙げ、義父として嬴稷の秦王即位を助けるが、やがて嬴稷とは不仲になっていく。 名の"驪"は黒馬の意で、ミーユエから『荒馬さん』と呼ばれることがある。死後、驪山の麓に埋葬された。 | 姓名はフィクション。 | 范哲琛 |

### 楚
| 役名   | 演                            | 紹介 | 備考                                                                                           | 声     |
| 威王   | 趙文瑄 (ウィンストン・チャオ) | 王 羋槐、羋茵、羋姝、ミーユエ、羋戎の父。 覇星の予言に男子の誕生を期待するも、生まれたのが女子のミーユエだったため落胆する。ミーユエのことは庶出の娘として人並みに可愛がり、母の向氏が威后に虐げられていたことを知ると、威后を厳しく叱責した。ミーユエが幼いころに亡くなる。 |                                                                                                | 芒萊   |
| 威后   | 姜宏波                        | 王后 威王の正室。羋槐、羋姝の母。羋茵の養母。 覇星の予言を受けて生まれたミーユエを、わが子の立場を脅かすとして敵視し、事あるごとに虐げる。羋姝がミーユエと親しくすることを良く思っていない。                                                                                 |                                                                                                | 廖菁   |
| 玳瑁   | 李蓓蕾                        | 威后の忠実な侍女。後に羋姝に付いて秦へ赴き、秦でミーユエを虐げる。羋姝には慕われている。 |                                                                                                |        |
| 向氏   | 孫茜                          | ミーユエ、羋戎、魏冄の母。 元は莒姫の侍妾。ミーユエを産んだことで威后から敵視され、さらに羋戎を産んだために、威后の策で王宮から追放された。このとき威后によって農夫の元に放り込まれ、強姦されて魏冄を産んだ。ミーユエが幼いころに亡くなる。                                  |                                                                                                | 李世栄 |
| 羋戎   | 李泓良                        | 威王の庶公子→華陽君→新城君 威王と向氏の息子。ミーユエの弟。魏冄の異父兄。 ミーユエが秦へ赴いた後も楚に残った。 | 史実では魏冄の異父弟。                                                                         |        |
| 羋戎   | 李慶誉（2歳）                 | 威王の庶公子→華陽君→新城君 威王と向氏の息子。ミーユエの弟。魏冄の異父兄。 ミーユエが秦へ赴いた後も楚に残った。 | 史実では魏冄の異父弟。                                                                         |        |
| 羋戎   | 李澤鍇（7-8歳）               | 威王の庶公子→華陽君→新城君 威王と向氏の息子。ミーユエの弟。魏冄の異父兄。 ミーユエが秦へ赴いた後も楚に残った。 | 史実では魏冄の異父弟。                                                                         |        |
| 羋戎   | 楼子鉉（11-12歳）             | 威王の庶公子→華陽君→新城君 威王と向氏の息子。ミーユエの弟。魏冄の異父兄。 ミーユエが秦へ赴いた後も楚に残った。 | 史実では魏冄の異父弟。                                                                         |        |
| 莒姫   | 蔣欣                          | 威王の寵妃。莒の公主。ミーユエと羋戎の養母。 幼いミーユエと羋戎を威后から守り、ある策によって亡くなる。 | 架空の人物。                                                                                   | 蔣欣   |
| 羋槐   | 曹征                          | 威王の太子→王→懐王 威王と威后の息子。羋姝の兄。羋茵、ミーユエ、羋戎の異母兄。 体臭を気にしている。楚を衰退に導く。 |                                                                                                |        |
| 羋茵   | 徐梵渓                        | 威王の庶公主→燕の宰相夫人 威王と斉の公主の娘。威后の養女。羋槐の異母妹。羋姝、ミーユエ、羋戎の異母姉。 ミーユエを生母の身分が低いと見下す。楚では黄歇に想いを寄せていた。後に年の離れた燕の宰相に嫁ぎ、燕に来たミーユエたちを虐げる。                                        | 架空の人物。                                                                                   | 徐梵渓 |
| 羋茵   | 孫晨熙（8歳）                 | 威王の庶公主→燕の宰相夫人 威王と斉の公主の娘。威后の養女。羋槐の異母妹。羋姝、ミーユエ、羋戎の異母姉。 ミーユエを生母の身分が低いと見下す。楚では黄歇に想いを寄せていた。後に年の離れた燕の宰相に嫁ぎ、燕に来たミーユエたちを虐げる。                                        | 架空の人物。                                                                                   |        |
| 鄭袖   | 袁志博                        | 南后 懐王の寵妃。懐王との間に男子・羋蘭を産む。威后と不仲で、威后がミーユエを嫌っていることを知り彼女の肩を持つようになる。 | 史実では頃襄王の母。南后に封じられた妃と同一人物かについては諸説ある。羋蘭の母については不明。 |        |
| 魏美人 | 何杜娟                        | 懐王の妃。魏王から楚に贈られた美女。鄭袖の嫉妬を避けようと、懐王によって章華台に隠されていた。ミーユエと親しくなる。排簫の演奏が得意。 |                                                                                                | 唐燁   |
| 羋横   | 蘇航                          | 懐王の太子→王→頃襄王 懐王の息子。黄歇を学友とする。 | 史実では母は鄭袖。                                                                             |        |
| 羋横   | 呉博林（13歳）                | 懐王の太子→王→頃襄王 懐王の息子。黄歇を学友とする。 | 史実では母は鄭袖。                                                                             |        |
| 羋横   | 周奇（16歳）                  | 懐王の太子→王→頃襄王 懐王の息子。黄歇を学友とする。 | 史実では母は鄭袖。                                                                             |        |
| 屈原   | 祖峰                          | 大臣 黄歇とミーユエの師。威王と懐王の二代に仕える。 |                                                                                                |        |
| 靳尚   | 姜峰                          | 宰相 鄭袖と手を組む。屈原と対立する。 |                                                                                                |        |
| 摯先生 | 師春玲                        | 医者。ミーユエの出生時に威后に脅される。ミーユエたちには同情的。羋姝に付いて秦へ赴き、ミーユエの出産にも立ち会う。 |                                                                                                |        |
| 唐眜   | 劉奕君                        | 太史令 ミーユエ誕生の直前、覇星の誕生を予言する。当然男子が生まれるものと思っていた威王の怒りを買う。 |                                                                                                |        |

### 秦
| 役名                                                           | 演                | 紹介 | 備考 | 声     |
| 秦の後宮の位階：王后、夫人、美人、良人、八子、七子、長使、少使 |                   | | |        |
| 樗里疾                                                         | 宋佳倫            | 左相 嬴駟の異母弟。 嬴駟が最も信頼する家臣。兄の没後は、嬴蕩と嬴稷を補佐する。 | |        |
| 嬴夫人                                                         | 蔡雯艶            | 嬴駟の姉。孟嬴の養母。 魏王の太子時代にその妃だったが、魏と秦の間で戦が勃発したときに秦に内通したため、離縁されて秦に戻ってきた。現在は北の離宮に暮らす。ミーユエに目をかける。庸芮と親密。 | 架空の人物。 | 楊晨   |
| 魏琰                                                           | 馬蘇 (マー・スー) | 嬴駟の妃・魏夫人。嬴駟の先代王后の妹。魏長使、魏頤の親族。嬴華の母。 先代王后亡き後、嬴駟の後宮を取り仕切っていた。息子を王位につけたいと望み、王后として嫁いできた羋姝、その妹ミーユエと対立する。 | 架空の人物。史実では恵文后の姓が"魏"であり、恵文王の妃の魏夫人が恵文后と諡号されたと考えられている。史実の魏夫人に、名の記録はない。 |        |
| 唐夫人                                                         | 肖輝              | 嬴駟の妃。嬴奐の母。 嬴駟の太子時代からの妃。控えめな性格。 | 架空の人物。それぞれ、出身国の国号に後宮での位階を付けて呼ばれている。                                                               |        |
| 虢美人                                                         | 陶慧              | 嬴駟の妃。 プライドが高く、羋姝を敵視する。 | 架空の人物。それぞれ、出身国の国号に後宮での位階を付けて呼ばれている。                                                               |        |
| 衛良人                                                         | 殷旭              | 嬴駟の妃。嬴封と嬴池の母。 聡明で後宮での立ち回りがうまい。ミーユエと親しくなる。 | 架空の人物。それぞれ、出身国の国号に後宮での位階を付けて呼ばれている。                                                               |        |
| 樊長使                                                         | 斕曦              | 嬴駟の妃。嬴通の母。 控えめで心配性。ミーユエと親しくなる。 | 架空の人物。それぞれ、出身国の国号に後宮での位階を付けて呼ばれている。                                                               | 李世栄 |
| 魏長使                                                         | 魏一              | 嬴駟の妃。嬴壮の母。 魏夫人の親族で彼女に従う。 | 架空の人物。それぞれ、出身国の国号に後宮での位階を付けて呼ばれている。                                                               |        |
| 葵姑                                                           | 井星文            | 元は莒姫の侍女。莒姫の死後にミーユエたち姉弟を育て、母親のように慕われる。ミーユエについて秦へ赴き、ミーユエの息子の嬴稷からも祖母のように慕われた。 | 架空の人物。 |        |
| 香児                                                           | 陳楚月            | ミーユエの忠実な侍女。 | 架空の人物。 |        |
| 恵児                                                           | 沈雨              | ミーユエの忠実な侍女。 | 架空の人物。 | 徐佳琦 |
| 孟昭氏                                                         | 徐百慧            | 楚の令尹の昭陽の姪。羋姝の侍妾。 魏夫人と手を組む。 | 架空の人物。 | 劉芊含 |
| 景氏                                                           | 劉奕宏            | 景差の従妹。羋姝の侍妾。 昭氏より慎重な性格。 | 架空の人物。 | 林蘭   |
| 景氏                                                           | 金子（幼少）      | 景差の従妹。羋姝の侍妾。 昭氏より慎重な性格。 | 架空の人物。 |        |
| 嬴華                                                           | 遅佳              | 橫門君 嬴駟と魏夫人の息子。嬴駟の長子。 母ほどにはミーユエたちを敵視していない。 | 史実では母は不明。 |        |
| 嬴封                                                           | 劉紫鳴            | 嬴駟と衛良人の息子。 | 架空の人物。 |        |
| 嬴通                                                           | 薛永煜            | 嬴駟と樊長使の息子。 嬴稷と親しい。 | |        |
| 嬴通                                                           | 曹英睿（7-9歳）   | 嬴駟と樊長使の息子。 嬴稷と親しい。 | |        |
| 嬴通                                                           | 雷昊汶（11-12歳） | 嬴駟と樊長使の息子。 嬴稷と親しい。 | |        |
| 嬴壮                                                           | 高睿（12歳）      | 嬴駟と魏長使の息子。 後に羋姝に養育される。自己主張をしない性格。 | 史実では母は不明。 |        |
| 嬴壮                                                           | 黄作燦（15歳）    | 嬴駟と魏長使の息子。 後に羋姝に養育される。自己主張をしない性格。 | 史実では母は不明。 |        |
| 嬴壮                                                           | 陳韋辰（20歳）    | 嬴駟と魏長使の息子。 後に羋姝に養育される。自己主張をしない性格。 | 史実では母は不明。 |        |
| 嬴蕩                                                           | 巴図              | 嬴駟の嫡公子→太子→王→武王 嬴駟と羋姝の息子。 羋姝に溺愛されてわがままに育ち、たびたび兄弟をいじめる。長じてからは武芸と戦を好み、孟賁、烏獲、任鄙といった大力の士や、ゴロツキまがいの平民を重用するようになる。 | | 趙毅   |
| 嬴蕩                                                           | 于天陽（2-4歳）   | 嬴駟の嫡公子→太子→王→武王 嬴駟と羋姝の息子。 羋姝に溺愛されてわがままに育ち、たびたび兄弟をいじめる。長じてからは武芸と戦を好み、孟賁、烏獲、任鄙といった大力の士や、ゴロツキまがいの平民を重用するようになる。 | |        |
| 嬴蕩                                                           | 盧慶福源（7-9歳） | 嬴駟の嫡公子→太子→王→武王 嬴駟と羋姝の息子。 羋姝に溺愛されてわがままに育ち、たびたび兄弟をいじめる。長じてからは武芸と戦を好み、孟賁、烏獲、任鄙といった大力の士や、ゴロツキまがいの平民を重用するようになる。 | |        |
| 嬴蕩                                                           | 楊嘉華（10-12歳） | 嬴駟の嫡公子→太子→王→武王 嬴駟と羋姝の息子。 羋姝に溺愛されてわがままに育ち、たびたび兄弟をいじめる。長じてからは武芸と戦を好み、孟賁、烏獲、任鄙といった大力の士や、ゴロツキまがいの平民を重用するようになる。 | |        |
| 魏頤                                                           | 馬思純            | 魏の公主→秦の太子妃→秦の王后→秦の武王后 魏王の娘。魏夫人の姪。嬴蕩の正室。 | 姓名はフィクション。 | 閻萌萌 |
| 嬴稷                                                           | 朱一龍            | 嬴駟の庶公子→王→昭襄王 嬴駟とミーユエの息子。嬴柱の父。 幼いころから聡明な性格。幼くして即位し、ミーユエが政治を後見した。後に翟驪と不仲になり、彼を傍に置く母に反発するようになる。 | | 恵龍   |
| 嬴稷                                                           | 張浩庭（2-3歳）   | 嬴駟の庶公子→王→昭襄王 嬴駟とミーユエの息子。嬴柱の父。 幼いころから聡明な性格。幼くして即位し、ミーユエが政治を後見した。後に翟驪と不仲になり、彼を傍に置く母に反発するようになる。 | |        |
| 嬴稷                                                           | 石悦安鑫（6-8歳） | 嬴駟の庶公子→王→昭襄王 嬴駟とミーユエの息子。嬴柱の父。 幼いころから聡明な性格。幼くして即位し、ミーユエが政治を後見した。後に翟驪と不仲になり、彼を傍に置く母に反発するようになる。 | |        |
| 嬴稷                                                           | 陳鴻錦（9-12歳）  | 嬴駟の庶公子→王→昭襄王 嬴駟とミーユエの息子。嬴柱の父。 幼いころから聡明な性格。幼くして即位し、ミーユエが政治を後見した。後に翟驪と不仲になり、彼を傍に置く母に反発するようになる。 | |        |
| 羋瑶                                                           | 孫怡              | 楚の庶公主→秦の王后 楚の懐王と趙美人の娘。ミーユエの姪。嬴稷の正室。 善良で思いやりがあり、料理上手。 | モデルは葉陽后。 |        |
| 嬴柱                                                           | 許路陽            | 嬴稷の息子。ミーユエの孫。 | 始皇帝の祖父。 |        |
| 嬴芾                                                           |                   | 涇陽君 ミーユエと翟驪の息子。 ミーユエが『夢に出てきた恵文王との間に授かった』と主張し、秦の王族として遇されることになる。 | 史実では恵文王と宣太后の息子。 |        |
| 商鞅                                                           | 施京明            | 『商鞅の変法』で秦を強国に導いた政治家。即位直後の嬴駟に命を狙われ身分を隠して逃亡するが、覇星が輝く夜、『商鞅様の命により、旅券の無い者は泊められない』と宿を断られてしまう。 | 史実では死後に遺体が車裂きにされた。                                                                                                 | 厳燕生 |
| 張儀                                                           | 趙立新            | 縦横家 楚で昭陽の門客だったが、和氏の璧を巡る誤解から叩き出される。このときかばわれ医者を手配してもらったことがきっかけで、ミーユエや葵姑たちと友情を築いていく。後に嬴駟に仕え、連衡策を唱える。 口八丁で飄々としたところがある。ミーユエのことは秦でも変わらず尊敬し、嬴駟の死後に彼女たちが燕へ人質に遣わされたことで、秦を見限り故国へ帰った。 | | 趙立新 |
| 庸芮                                                           | 鞏崢              | 庸の貴族。嬴駟の側近で、嬴夫人と親密。ミーユエと親しくなる。 | | 趙嶺   |
| 甘茂                                                           | 金鉄峰            | 右相 羋姝と嬴蕩を支える。 | | 張偉   |
| 公孫衍                                                         | 曹衛宇            | 大良造 張儀と対立する。 | |        |
| 司馬錯                                                         | 李君峰            | 将軍 魏冄の師。甘茂と対立する。 | |        |
| 魏冄                                                           | 張鈞涵            | 将軍→穣侯→宰相 向氏が王宮を出されていた期間に産んだ息子。ミーユエと羋戎の異父弟。 ミーユエには弟として可愛がられ、共に秦へ赴く。魏夫人の罠に利用され片手の小指を失くしたことがきっかけで、ミーユエによって後宮から出され司馬錯の軍営に預けられた。軍人として功を挙げ、姉を支える。甥の嬴稷にも慕われ、翟驪を巡ってミーユエと嬴稷が揉めた際には、叔父として彼に寄り添った。 | 史実では羋戎の異父兄。 |        |
| 魏冄                                                           | 尹栄浩（5歳）     | 将軍→穣侯→宰相 向氏が王宮を出されていた期間に産んだ息子。ミーユエと羋戎の異父弟。 ミーユエには弟として可愛がられ、共に秦へ赴く。魏夫人の罠に利用され片手の小指を失くしたことがきっかけで、ミーユエによって後宮から出され司馬錯の軍営に預けられた。軍人として功を挙げ、姉を支える。甥の嬴稷にも慕われ、翟驪を巡ってミーユエと嬴稷が揉めた際には、叔父として彼に寄り添った。 | 史実では羋戎の異父兄。 |        |
| 魏冄                                                           | 岳訓宇（9-12歳）  | 将軍→穣侯→宰相 向氏が王宮を出されていた期間に産んだ息子。ミーユエと羋戎の異父弟。 ミーユエには弟として可愛がられ、共に秦へ赴く。魏夫人の罠に利用され片手の小指を失くしたことがきっかけで、ミーユエによって後宮から出され司馬錯の軍営に預けられた。軍人として功を挙げ、姉を支える。甥の嬴稷にも慕われ、翟驪を巡ってミーユエと嬴稷が揉めた際には、叔父として彼に寄り添った。 | 史実では羋戎の異父兄。 |        |
| 白起                                                           | 曾虹暢            | 義渠の軍人→武安君→秦の大良造 ミーユエの養弟。 羋姝の輿入れ行列が襲撃された後、ミーユエが姉の身代わりに義渠へさらわれていた期間に出会った少年。幼いころに家族とはぐれてオオカミの群れで育ったため、ミーユエと出会った際には四つん這いで動き言葉も話せない状態で、義渠のヒツジを襲って袋叩きにされていた。ミーユエにかばわれ、『小狼』と呼ばれて姉弟として接される。ミーユエになつき人への警戒心が解けていったが、秦から迎えが来たために彼女と別れてしまう。長じた後、秦へ赴くことを翟驪に願い出て許され、ミーユエを支えるようになる。 | 史実では秦の出身。 |        |
| 白起                                                           | 楊硯鐸（9歳）     | 義渠の軍人→武安君→秦の大良造 ミーユエの養弟。 羋姝の輿入れ行列が襲撃された後、ミーユエが姉の身代わりに義渠へさらわれていた期間に出会った少年。幼いころに家族とはぐれてオオカミの群れで育ったため、ミーユエと出会った際には四つん這いで動き言葉も話せない状態で、義渠のヒツジを襲って袋叩きにされていた。ミーユエにかばわれ、『小狼』と呼ばれて姉弟として接される。ミーユエになつき人への警戒心が解けていったが、秦から迎えが来たために彼女と別れてしまう。長じた後、秦へ赴くことを翟驪に願い出て許され、ミーユエを支えるようになる。 | 史実では秦の出身。 |        |
| 白起                                                           | 裘慕遠（15歳）    | 義渠の軍人→武安君→秦の大良造 ミーユエの養弟。 羋姝の輿入れ行列が襲撃された後、ミーユエが姉の身代わりに義渠へさらわれていた期間に出会った少年。幼いころに家族とはぐれてオオカミの群れで育ったため、ミーユエと出会った際には四つん這いで動き言葉も話せない状態で、義渠のヒツジを襲って袋叩きにされていた。ミーユエにかばわれ、『小狼』と呼ばれて姉弟として接される。ミーユエになつき人への警戒心が解けていったが、秦から迎えが来たために彼女と別れてしまう。長じた後、秦へ赴くことを翟驪に願い出て許され、ミーユエを支えるようになる。 | 史実では秦の出身。 |        |
| 穆太監                                                         | 許文広            | 嬴駟に仕える宦官の長。出過ぎることはないが嬴駟の扱いがうまく、たびたびミーユエを助ける。 | |        |
| 魏丑夫                                                         | 黄軒(二役)        | 嬴柱の学友。年老いたミーユエの側仕え。黄歇と瓜二つの容貌を持つ。 | | 姜広涛 |

### 燕
| 役名 | 演     | 紹介 | 備考                                                 |
| 孟嬴 | 毛俊傑 | 秦の公主→燕の王后 恵文王の娘。姫脮の正室。 秦でミーユエと出会い友人となるが、後に誤解から彼女を恨むようになる。 | 姓名はフィクション。                                 |
| 姫職 |        | 姫脮と孟嬴の息子。                                                                                              | 史実では姫脮の孫。                                   |
| 蘇秦 | 張瀟恒 | 燕の客卿。 | 『史記』内に、姫脮の母と通じていたという記述がある。 |
| 郭隗 | 牛宝軍 | 宰相 羋茵の夫。わがままで良識のない妻を、しばしばたしなめる。                                                   |                                                      |
| 菱児 | 餘思瓊 | 羋茵の侍女。 |                                                      |
| 五婆 | 楊昆   | ミーユエと嬴稷を助ける。                                                                                        | 架空の人物。                                         |

### 趙
- 藺相如：譚洋
和氏の璧と秦の城との交換交渉を任された趙の使者。

## 放送リスト
| 第1話 | 覇星の誕生     | 2021年3月8日放送  | 年 月 日 |
| --- | -------------- | ----------------- | -------- |
| 紀元前338年、商鞅の変法と呼ばれる改革で富国強兵を実現した商鞅が秦公嬴駟によって車裂きの刑に処せられた。一方、楚の国では天下を統べる覇者誕生の予兆である覇星が空に現れる。 未来の覇者を身ごもる者が後宮にいるという太史令の言葉に、楚王は天下統一への期待を大きくするが、王后は息子の羋槐の王位継承の障害と考え、覇星の誕生を阻止しようと陰謀を企てる。 |                |                   |          |
| 第2話 | 姉妹の出会い   | 2021年3月9日放送  | 年 月 日 |
| 向夫人が懐妊。楚王はその知らせを吉兆だと考え、越と斉への出陣を決定する。 無事男児を出産した向夫人は妃に昇格したのもつかの間、王后の策略にはまり、はやり病だという理由で王宮から追放されてしまう。 3年が経ち、ミーユエとその弟、羋戎は莒姫の元で暮らしていた。他の公主からの嫌がらせにも屈しないミーユエだったが、母向妃への思いは募るばかり。莒姫に懇願し再会が叶うが、そのひどい境遇に心を痛める。 徐州での戦いに勝利し凱旋した楚王はミーユエから向妃の話を聞き、怒りに震える。                                                                               |                |                   |          |
| 第3話 | 母の思い       | 2021年3月10日放送 | 年 月 日 |
| 楚王の命で後宮に戻ることができた向妃だったが、王后への復讐を果たすため毒を飲んで自害を図る。向妃が死の瀬戸際、毒を盛ったのは王后だと楚王に告げたことで、王の怒りを買った王后と太子は地位剥奪の危機に陥る。 莒姫はミーユエの弟、羋戎が太子の座を奪えると期待を膨らませるが、突然楚王が病に倒れ崩御してしまう。結局、太子の羋槐が楚王として即位し、王后は大王の母、威后としての地位を手に入れる。 そして威后は先王の墓に共に殉葬する者の名簿にミーユエと羋戎の名を追加するのだった。                                                                             |                |                   |          |
| 第4話 | 自由な日々     | 2021年3月11日放送 | 年 月 日 |
| 莒姫は、ミーユエと羋戎が殉葬されぬよう亀甲に細工をして命を絶つ。殉葬は免れた２人だが、威后に陵墓を守る命を受け侍女の葵姑と共に郊外へと追い払われる。それでも、 女医の摯や黄歇の助けで色々な学びを得ながら、自由を謳歌し楽しく暮らす。 数年後、先王供養の祭礼のため王族一同が陵墓を訪れる。王后、鄭袖が毒草でかぶれるが、ミーユエが手当てをし、楚の公主だと明かす。 ミーユエは羋姝との再会を果たすが、羋茵が威后に告げ口、葵姑が杖罪に処されてしまう。楚王は、屈原と鄭袖の進言によって、ミーユエと羋戎を王宮に戻すことを決定する。                              |                |                   |          |
| 第5話 | 再び王宮へ     | 2021年3月12日放送 | 年 月 日 |
| ミーユエと羋戎は葵姑と共に宮中に戻ったが、ミーユエは威后から石段磨きなどの労働を命じられ、下働きのように暮らす。ミーユエを妹としてかわいがる羋姝は、威后の目を盗んではミーユエを誘い出す。 宮中の学問比べで実力を見せつけた黄歇の姿に心を奪われた羋茵は、彼に近づこうとするも相手にされない。 葵姑の眼病に効く黄蓮を求めて、ミーユエは黄歇と共に南后の庭に忍び込むが、黄歇が捕らえられてしまう。 自首したミーユエを威后は厳しく罰しようとするが、反感を持つ南后は自分の庭であることを主張し２人を無罪放免とする。                                              |                |                   |          |
| 第6話 | 合従連衡       | 2021年3月15日放送 | 年 月 日 |
| 秦王は弟の樗里疾を伴い、視察と嫡公主を娶るため楚に向かう。楚では六国の同盟により秦に対抗する合従の手はずが整おうとしていた。 ミーユエと葵姑は道端で、重傷を負った張儀という男を助ける。 羋姝が庭で毒蛇にかまれるも、ミーユエの適切な処置によって事なきを得た。威后は姉思いのミーユエを側仕えとする。 ミーユエと羋姝はこっそり市場に繰り出し、楚に恨みを持つ越人に襲われるが、 居合わせた秦王と樗里疾に助けられ、羋姝は秦王に恋心を抱く。姻戚関係を希望する秦王への対応に困った楚王は、理由をつけて秦王との会見を先延ばしする策を取る。                         |                |                   |          |
| 第7話 | 替え玉         | 2021年3月16日放送 | 年 月 日 |
| 秦の樗里疾は、楚との姻戚関係を結ぶべく靳尚を買収する。靳尚は樗里疾の入れ知恵で、秦からの贈り物と言って南后に夜光石を贈る。心を奪われた南后は秦と５国のはざまで悩む楚王に策を献じる。 それは秦王に偽の公主を会わせ身を引かせるというものだった。羋姝とミーユエは、市場での恩人が秦王嬴駟だと知り驚く。秦王は一目で公主の替え玉を見抜くが婚姻を申し込み、楚王は承諾する。 羋姝から誤解を解くよう頼まれたミーユエは、黄歇と張儀を伴って秦王の元を訪れ真実を話す。張儀は自分の弁舌で羋姝との結婚を成就させてみせると秦王に約束する。                               |                |                   |          |
| 第8話 | 消えた夜光石   | 2021年3月17日放送 | 年 月 日 |
| 秦王はミーユエを通じて自分の名前入りの手拭いを羋姝に贈る。 「玉女論」で楚王の歓心を買った張儀は、諸国を回り美女を集める命を受け、軍資金1000金を手に入れる。南后は張儀を買収し、 楚王の前で自身を「天下一の美女」と絶賛させ、美女を集める旅を阻止する。 南后が持つ夜光石のことを聞きつけた威后は、それを借り公主たちに披露するが、それを気に入った羋茵が威后に無断で持ち帰ってしまう。 南后は楚王を通じて威后に夜光石の返却を迫るが、その所在が分からず盗難騒動に。羋茵はミーユエに濡れ衣を着せようと画策する。                                                 |                |                   |          |
| 第9話 | 幽閉           | 2021年3月18日放送 | 年 月 日 |
| 夜光石窃盗の罪を着せられ、脚切りの刑を言い渡されたミーユエ。黄歇と羋姝が無実を主張するも威后は聞き入れない。南后は追及をやめるよう進言、楚王もこれに同調しミーユエは無罪放免となる。 ミーユエは黄歇から大切な人であることを改めて告げられるのだった。 羋茵はミーユエへの嫉妬から、羋姝と秦王との間を取り持っていると威后に密告。ミーユエは処罰され月華台に幽閉されてしまう。 同じ頃、魏の公主が楚王に献上される。楚王は美しい魏美人のもとに通い詰め、それを知った南后は激怒する。孤独な魏美人は、月華台に幽閉されているミーユエと出会い、友達になる。          |                |                   |          |
| 第10話 | 善意の裏側     | 2021年3月19日放送 | 年 月 日 |
| 羋茵は、月華台で幽閉中のミーユエが建物の外で魏美人と談笑する姿を目撃。威后は密告を受けミーユエの足に足かせを付ける。黄歇や羋姝はミーユエの居所を見つけられず不安を募らせる。 羋茵はミーユエを亡き者にしようと、食事に毒を盛り始める。体に毒が回り弱っていくミーユエだが、魏美人の助けで命は取り留める。 楚王が魏美人に夢中で、南后は心身ともに不調に陥るが、 張儀から解決策をもらう。魏美人に接近し信頼を得た南后は、魏美人の鼻が曲がっていると信じ込ませ、楚王の前では扇や袖を使った媚態で鼻を隠すようにと教える。                                            |                |                   |          |
| 第11話 | 命の恩人       | 2021年3月22日放送 | 年 月 日 |
| 魏美人は南后に教えられた通り鼻を隠して楚王に仕えていたが、楚王の体臭を嫌って鼻を隠しているという南后の妄言を信じた楚王は、魏美人を鼻そぎの刑に処す。 ミーユエの幽閉場所を知った黄歇は救出に向かう。 同じくして駆けつけた羋姝の助けも得て命を取り留めたミーユエは、黄歇と生涯添い遂げることを誓う。 秦王は羋姝との縁談をまとめるため再び楚を訪れるが、その目的は合従の阻止と楚との同盟で、張儀に助言を求める。 魏夫人の件で魏と楚の関係は悪化、6国の合従には暗雲が垂れ込めていた。                                                                              |                |                   |          |
| 第12話 | 暗殺計画       | 2021年3月23日放送 | 年 月 日 |
| 楚王の怒りを買い鼻をそがれた魏美人は自害する。張儀が南后に献じた策が魏美人を亡き者にしたことを知ったミーユエは、張儀と絶交する。 秦王への対応に悩む楚王は、昭陽の進言で秦王暗殺を企てる。 羋姝とミーユエはそれを秦王に伝えに行き、その夜、羋姝と秦王は結ばれるのだった。 宴に招かれた秦王は匕首で対抗、商於の割譲もちらつかせ、暗殺の危機を回避する。 そこに趙の使者が帰国した一報が入り、趙との婚姻は破談になる。羋姝は楚王に婚姻を認めるよう懇願し、秦王の思惑どおり成婚へと至る。                                                                           |                |                   |          |
| 第13話 | 祭典の舞       | 2021年3月24日放送 | 年 月 日 |
| 秦王との結婚が決まった羋姝は、ミーユエに侍妾として共に秦へ嫁ぐことを提案する。ミーユエは自身の母親と同じ道を望まず、また将来を誓い合った黄歇のことを考え、それを固辞する。 少司命の祭典では羋姝が舞を、その伴唱を黄歇が務めることになる。ミーユエと黄歇の仲を取り持とうと、羋姝は羋茵が用意した強い酒をあおると不調を訴え、ミーユエに代役を頼む。 祭典の後、黄歇は楚王にミーユエの降嫁を願い出るが、威后に制止されてしまう。しばらくして楚王が婚姻を許可した旨を知らされ喜ぶ黄歇だったが、相手はミーユエではなく羋茵だった。                                   |                |                   |          |
| 第14話 | 悲運の二人     | 2021年3月25日放送 | 年 月 日 |
| ミーユエとの婚姻を阻まれた黄歇は、威后に抗議するも一蹴される。密会した二人は王宮から逃げる決心をするものの、黄歇が金華台に軟禁されてしまう。 ミーユエは威后の魔の手から逃れるため、羋姝の侍妾として秦に同行することを決める。威后はこれに反対するものの、羋姝に押し切られ、最後にはミーユエの同行を許す。 ミーユエは弟の魏冉と侍女の葵姑も秦へ同行させることにする。威后は、腹心の玳瑁を羋姝に付き添わせ、いざとなればミーユエを始末するよう命じる。 |                |                   |          |
| 第15話 | 祖国との別れ   | 2021年3月26日放送 | 年 月 日 |
| 羋茵と黄歇の婚儀の日、羋茵が部屋まで迎えに行くと、黄歇は逃げた後だった。羋茵は羋姝の輿入れ式に乱入し、ミーユエを罰するよう威后と大王に申し立てるも一蹴される。 ミーユエは楚に一人残る羋戎に別れを告げ、魏冉、葵姑と共に秦へと旅立つ。 国境の町、襄城に着いた夜、ミーユエの部屋に唐昧が訪ねてくる。覇星の由来を聞いたミーユエは、唐昧を責め追い出そうとするが、 ミーユエを狙った刺客の矢を受け、唐昧は命を落とす。捕らえた刺客は襄城守将の唐遂が始末してしまい、真相は闇の中に。一行は国境を越え、いよいよ秦の領地に入る。                                      |                |                   |          |
| 第16話 | 狙われた花嫁   | 2021年3月29日放送 | 年 月 日 |
| 武関へ到着した楚の一行は、宿場で休む。衰弱した羋姝のため、ミーユエは薬屋の店主、庸芮の助けでどうにか薬を購入する。その夜、再会した黄歇とミーユエは、３日後に出奔する約束をする。ところが、 羋姝が二人の計画に気付いていたことを知ったミーユエは、出奔は羋姝を咸陽に送り届けた後にすると黄歇に告げ、香袋を渡す。その後、秦の後宮を牛耳る魏夫人の策略で羋姝が薬を過剰摂取させられていたことが分かる。 咸陽へ向かって出発する一行を、黄歇と義渠王の翟驪が眺めていた。                                                                                             |                |                   |          |
| 第17話 | 人質           | 2021年3月30日放送 | 年 月 日 |
| 秦に向かう楚の隊列を義渠が襲う。ミーユエは羋姝と一行を守るため、羋姝の外套を羽織って花嫁に成りすまし、一行から義渠を引き離す。黄歇がミーユエを助けにやってくるが、戦いの末、崖から転落してしまう。 ミーユエがおとりだったと判明するものの、義渠王の翟驪は男勝りなミーユエに惹かれ始める。 楚の一行が咸陽に到着後、秦王はミーユエの解放の交渉に張儀、庸芮、嬴華を向かわせる。 しかし不遜な態度の義渠王は支援の申し出にも簡単には歩み寄る姿勢を見せない。 |                |                   |          |
| 第18話 | 婚礼の儀       | 2021年3月31日放送 | 年 月 日 |
| ミーユエは、鞭で打たれていた羊泥棒の幼い少年を引き取ると、狼に育てられたその子を狼（ろう）と名付ける。 義渠王はミーユエを自分の妃にするため返還を拒否するが、張儀の弁舌により、 最終的に食糧と引き換えにミーユエを秦に返すことで合意する。秦に到着後すぐに黄歇の遺体の捜索に向かうミーユエだったが、崖の下で彼の香袋を見つけ打ちひしがれる。 二人で約束した諸国を巡る旅に出ようと準備するミーユエの元に張儀が現れ、羋姝を狙う者こそが黄歇の死の元凶であると説く。ミーユエは羋姝を守るため、そして黄歇の敵討ちをするため秦の王宮に留まることにする。            |                |                   |          |
| 第19話 | 後宮の洗礼     | 2021年4月1日放送  | 年 月 日 |
| 婚礼の席で魏夫人は羋姝に対し言葉で攻撃を仕掛けてくるものの、ミーユエがすぐに応戦し魏夫人を黙らせる。しかし秦王とその姉、嬴夫人は言外にミーユエをたしなめる。 朝賀の場で魏夫人は前王后の話を持ち出し、遺品の茶碗でお茶を出すなど嫌がらせをする。羋姝がミーユエの助言通り、全員に同じ下賜の品を与えると、魏夫人とその従妹の魏少使は不満の声を上げるが、 ミーユエの弁舌と王后の身分の前にやり込められてしまう。 ミーユエは大王の寵愛を受けない意思を改めて羋姝に告げ、３年後、王宮から出させてほしいとお願いする。                                                |                |                   |          |
| 第20話 | 符節           | 2021年4月2日放送  | 年 月 日 |
| 魏夫人と魏少使の寝殿に前王后の遺品が続々と運ばれる。魏夫人は妃たちを集め羋姝への対抗を呼びかけるも団結しない。 一方、蜂飼いに救われた黄歇は回復の途にあったが、自分の名前を含め記憶を失っていた。 ミーユエは符節の存在を知り、義渠への内通者が王宮内にいると推理し秦王に報告する。樗里疾は魏夫人と公孫衍に疑いの目を向ける。ミーユエは粘土で符節を再現し、義渠で見た物に「魏」と書かれていたことを思い出す。 虢美人はミーユエが符節を偽造していると羋姝に訴えるが、穆大監が疑いを晴らす。                                                                      |                |                   |          |
| 第21話 | 舌戦           | 2021年4月5日放送  | 年 月 日 |
| ミーユエは王宮内にいる義渠との内通者について秦王に調査を願い出るが、後宮に波風を立てる行為だと非難され、符節の件は立ち消えになってしまう。 魏王は国の安泰のために嬴華を秦の太子に立てたいと考え、 これに協力する公孫衍は魏夫人に張儀を買収させ立太子を進めようとする。これを知った羋姝とミーユエは、張儀に立太子に反対する進言をするよう頼む。 魏夫人による根回しの結果、朝議では早急な立太子を求める意見で全会一致したかに見えたが、張儀がこれに反対し、樗里疾や司馬錯ら少数がこれに同意。結局、立太子の話はひとまず白紙となる。                              |                |                   |          |
| 第22話 | 勇み足         | 2021年4月6日放送  | 年 月 日 |
| ミーユエは馬小屋で大公主の孟嬴に出会い、意気投合する。 楚王は土地割譲を反故にされたことを恨み、斉と組み秦を攻めようとしていた。出兵を唱える公孫衍に対し、張儀は楚斉の同盟を壊してくると宣言する。 武関で羋姝を殺そうとした女官が魏夫人を訪ねるのを見たミーユエは、女を捕らえ大王の前で魏夫人ともども罪に問うも、その女は犯人の双子の妹だった。罰として庭掃除をするミーユエを嘲笑した虢美人に羋姝は罰を与える。 そこにいた樊少使は侍従に足をかけられ、階段から転落し早産となる。虢美人の自害の一報も入り、大王に激しく叱責された羋姝は倒れてしまう。            |                |                   |          |
| 第23話 | 六百里         | 2021年4月7日放送  | 年 月 日 |
| 大王に叱責され倒れた羋姝だが、病ではなく懐妊だった。 早産ながら無事に男児を出産した樊少使を見舞ったミーユエは、足を踏み外したのは事故ではなく何者かの悪意であることを感じ取る。 楚から戻った張儀は、斉楚の同盟解消の見返りに六百里の地の割譲を約束したと報告する。600里の土地と勘違いした大王は舌切りの刑を命じるが、ミーユエが誤解を解く。 張儀が交渉を成立させたことで公孫衍との確執は深まる。割譲の件でだまされたと知った楚王は憤慨し、武関に兵を進める。魏夫人はこの機に息子の華公子を活躍させ、秦王の信頼を勝ち取ろうともくろむ。                         |                |                   |          |
| 第24話 | 王后の苦悩     | 2021年4月8日放送  | 年 月 日 |
| 秦は丹陽での戦いで楚に勝利し、漢中を攻略する。このことで魏夫人と魏少使から嫌がらせを受け、頭に血が上った羋姝は、祝宴中の秦王に楚との関係修復を直訴する。 さらに秦楚対立の原因を作った張儀を非難すると秦王は激怒し、取り乱した羋姝は倒れてしまう。秦王は後宮の実権を魏夫人に戻し、羋姝は安静のため外出禁止になる。 祖国と秦の間で板挟みの羋姝の苦悩をミーユエから聞いた秦王は、楚の捕虜を解放することを決める。 嬴夫人の離宮での滞在のため秦王が不在と知った魏夫人は、冉を窃盗の罪で捕らえる。                                                                  |                |                   |          |
| 第25話 | 最後の手段     | 2021年4月9日放送  | 年 月 日 |
| 嬴夫人のいる北の離宮を訪れた秦王は、庸芮が義渠人から買い戻したという「魏」の文字のある符節と魏からの密書の存在を知る。 冉を捕らえるよう仕向けた魏夫人は、小臣の息子との縁談を願う文を ミーユエ自らが書かない限り、冉の宮刑を執行すると言う。孟嬴の助言でミーユエは離宮に赴き秦王に助けを求めるも、はね返される。身を捧げることで力を借りようとするも、本意を知る秦王に追い返されてしまう。 翌朝、ミーユエが文を魏夫人に手渡す寸前で冉は穆大監に救出されるが、小指を切り落とされていた。 その頃、斉の国にいる黄歇は自分の名前やミーユエの記憶を取り戻していた。 |                |                   |          |
| 第26話 | わだかまり     | 2021年4月12日放送 | 年 月 日 |
| 魏冉を救出後、ミーユエは大王にお礼をするため寝殿に赴くが、ミーユエの心を知る大王は別々の寝床で眠る。翌朝、ミーユエが輿に乗って帰ったことで後宮中の噂に。ミーユエは羋姝に事情を話し、 床を共にしていないと伝え、大王との仲をとりなす。 魏夫人は公孫衍に貸した符節が戻らないことに焦りを募らせていた。一方で公孫衍は、義渠から大量の食糧との交換条件を提示され、符節を取り戻せないでいた。 ミーユエは大王と司馬錯からの提案で魏冉を入隊させることに。大王はミーユエに天下制覇の志を語り、手を貸してほしいと頼む。                                                |                |                   |          |
| 第27話 | 夜語り         | 2021年4月13日放送 | 年 月 日 |
| 羋姝は公子を産み、大王に蕩という名を賜る。名前に込められた意味を知った魏夫人は、息子の華が太子になる望みがないと失望する。 大王はミーユエから聞いた黄歇との話に心を打たれ、またミーユエへの想いから、 黄歇の新しい墓を建立する。その夜、ミーユエは大王に父威王との思い出を語り、楽しいひとときを過ごす。そして2人はついに寝床を共にし、寵愛を受けたミーユエは八子に封じられる。 同じ頃、黄歇は蜂飼いに別れを告げ、秦へと旅立つ。ミーユエは孟嬴に連れられ、嬴夫人の元を訪れる。                                                                                 |                |                   |          |
| 第28話 | 守るべき分     | 2021年4月14日放送 | 年 月 日 |
| 孟嬴と共に北の離宮を訪ねたミーユエは、嬴夫人から大王の寵愛を独占しないよう厳しく諭される。 燕から婚姻同盟が持ちかけられた大王は、張儀らの進言で縁談を進めることに。孟嬴は結婚相手が燕の太子ではなく、 すでに50歳を過ぎた燕王だと知り猛反発する。ミーユエは大王に思い直すよう直訴するが、大王は取り合わない。そこでミーユエは羋姝に大王の説得を頼み込む。 当初は固辞していた羋姝も最後には根負けして承諾するが、その陰にはミーユエに貸しを作っておこうという打算があった。                                                                                      |                |                   |          |
| 第29話 | 公主の宿命     | 2021年4月15日放送 | 年 月 日 |
| 羋姝の寝殿を訪れた大王との間で孟嬴の縁談が話題に上がるが、羋姝は大王に同意するだけだった。 絶食し結婚に抗議する孟嬴は、ミーユエを伴い嬴夫人のもとを訪れる。大王の説得をお願いするも、 王族の定めだと諭されてしまう。孟嬴は結婚を受け入れ、ミーユエに出宮符を授け燕王に嫁ぐ。 同じ頃、咸陽の街中で庸芮と知り合った黄歇は、黄欠と名を偽り庸芮宅に居候することになる。 黄歇はミーユエが秦王の妃となったことを聞かされ驚くのだった。 |                |                   |          |
| 第30話 | 変転           | 2021年4月16日放送 | 年 月 日 |
| 秦王はミーユエを連れて四方館を訪れ、毎月1日と15日の討論の日には男装を条件に参加を許可する。 威后の訃報が届き、威后への思いが異なる羋姝とミーユエの間には距離ができる。 義渠王に貸した符節は庸芮が買い戻したことを知った公孫衍は、魏に戻る決心をする。城門で樗里疾に引き留められるものの、大王の計らいで無事に秦を出る。その後、宮中にいる魏の手先の調査が始まる。 符節が戻ってこない魏夫人は処罰は免れないと覚悟するが、魏長使が身代わりとなったためからくも逃げ延びる。                                                                                       |                |                   |          |
| 第31話 | 血書           | 2021年4月19日放送 | 年 月 日 |
| 魏夫人は血書を携え大王に拝謁を請うが拒絶され、華公子とともに宮殿の外で一日中ひざまずく。そんな時、魏長使自害の知らせが届き、心を痛めた大王は魏夫人を許す。 ミーユエら侍妾を集めた羋姝は、魏長使の遺児を引き取る意向を明らかにする。 四方館へやってきた黄歇は、お忍びで来ていたミーユエの姿を見かけ駆け寄るが、居合わせた張儀に諭され接触を断念する。 大王が魏討伐を画策していることを知った魏夫人は、華公子に魏討伐の先陣を切らせてほしいという旨の上奏文をしたためる。                                                                                        |                |                   |          |
| 第32話 | 光と影         | 2021年4月20日放送 | 年 月 日 |
| 木星と金星が月と同時に夜空に出現し、凶兆との噂が流れる。喜び事で厄払いをしようと大王の誕生祝いの宴を主催した羋姝だが、大王は「友人に会う」とユエを伴って去ってしまう。 戻ったユエは羋姝の元へ向かうが、大王の口止めで行き先が商鞅の墓だったことは言えず、姉妹の間にわだかまりが残る。市場で女医の摯に出くわした黄歇は、自分が生きていることをユエに知らせるべく摯に文を託す。 そんな中、ユエが懐妊。未来に進むユエの姿を見た摯は、黄歇から預かった文を焼き捨てる。                                                                                             |                |                   |          |
| 第33話 | 動揺           | 2021年4月21日放送 | 年 月 日 |
| ユエの懐妊を受け、大王が唐夫人の寝殿にユエを移らせることを知った羋姝は、椒房殿に住まわせることを進言。大王は承諾する。張儀から咸陽を去るよう諭され、さらにユエの懐妊を知り絶望した黄歇は、楚に帰る決心をする。 市場で黄歇と女医の摯が話しているのを目撃した玳瑁は、黄歇が庸芮の屋敷に居候中ということまで突き止める。羋姝に口止めされた玳瑁だが、ユエを快く思わない孟昭氏に漏らしてしまう。 その後、楚人の侍女から黄歇が生きていると聞いたユエは激しく動揺する。                                                                                               |                |                   |          |
| 第34話 | 二つの思い     | 2021年4月22日放送 | 年 月 日 |
| 黄歇の生存の噂が真実だと確認したユエは、再会を決意する。張儀は庸芮に、黄欠の正体が黄歇だと明かす。２人の件が取りざたされるのではという張儀の懸念通り、孟昭氏と玳瑁はユエを陥れようと画策するが、 知らぬふりを決め込む羋姝に不満を抱く。その後、ユエと黄歇はそれぞれ「15日に四方館で待つ」という伝言を受け取る。 公孫衍による六国合従策に対抗すべく討議中の大王のもとへ孟昭氏が押しかけ、 ユエと黄歇の密会を告げるが一蹴される。その頃、四方館では２人が再会を果たしていた。                                                                                    |                |                   |          |
| 第35話 | 涙の決断       | 2021年4月23日放送 | 年 月 日 |
| 再会した黄歇と共に楚へ帰ろうとしたユエだが、大王を忘れられず秦にとどまる。１人城門を後にした黄歇は、大王に引き留められ酒を交わす。その後ユエは、２人の再会を手配したのは大王だと知る。 女医の摯が強盗に襲われ負傷したため、艾氏が後任となる。臨月のある夜、激しい腹痛で目覚めたユエはすでに破水。艾氏の姿がなく、葵姑は椒房殿に助けを求めるが、玳瑁は侍医を呼ぼうとしない。 女医の交代は陰謀だと主張した葵姑は拘束されてしまう。 |                |                   |          |
| 第36話 | 覇星の子       | 2021年4月26日放送 | 年 月 日 |
| ユエの早産の知らせを受け王宮へ戻った大王は、玳瑁の独断がすべての混乱の原因と知り玳瑁を投獄する。難産を極めたユエだが、大王の励ましもあり、母子とも無事に出産を終える。 侍医を唆してユエに毒を盛った罪で、玳瑁はさらし首の刑を言い渡される。羋姝は大王にとりなすようユエに頼むものの断られ、ユエへの敵意を募らせる。 大王はユエの子を五穀豊穣の意を持つ稷と名付ける。ユエは大王に、玳瑁の件で羋姝を罪に問わないでほしいと願い出ると、大王はこれを承諾する。 |                |                   |          |
| 第37話 | 近づく戦       | 2021年4月27日放送 | 年 月 日 |
| ユエの出産から数か月後。羋姝は玳瑁の件でユエへの恨みをつのらせ、2人は疎遠になっていた。 公孫衍は諸国の宰相となり、打倒秦の準備を進めていた。 脅威の1つである義渠の懐柔を図るため、張儀と華公子が義渠王の婚儀に向かう。婚儀の場で魏の使者と張儀は口論になるが、張儀の舌がこれを上回る。 大王の寵愛も地位もないことに不満を持つ孟昭氏は、中行期という魏の密偵らしき男に助けを求めていた。ある日、ユエは楚の宝である「和氏の壁」が咸陽にあると聞く。 |                |                   |          |
| 第38話 | 謎解き         | 2021年4月28日放送 | 年 月 日 |
| 中行期は范賈を使って"和氏の璧"の情報を世間に広めさせ、値上がりを待って大金をもうけようと考えていた。 ユエは張儀に頼まれ、"和氏の璧"の購入に乗り出す。 それを知った羋姝は、「玉を得る者は天下を得る」という宮中の噂から、ユエが野心を抱いていると疑い、自らも高値を付けて壁を手に入れようとする。 大王の計らいでユエと羋姝は半額ずつ支払い、１日交代で璧を保管することになる。さらに大王は、箱から玉を取り出すことができた者を璧の持ち主とすると２人に告げる。                                                                                                  |                |                   |          |
| 第39話 | 毒と薬箱       | 2021年4月29日放送 | 年 月 日 |
| ユエは山海経をヒントに"和氏の璧"の仕掛けを解くが、仕込まれた毒に倒れる。羋姝の間者の元児はその隙に玉を盗み出そうとするが、毒で命を落とす。ユエは昏睡状態になるが、毒の種類が分からない侍医はなす術がない。 毒に触れたかもしれないと恐れた羋姝は、楚から持参した薬箱にあった解毒薬を服用する。それを聞いた魏夫人は、羋姝が怪しいと大王に密告。 羋姝の薬がユエの蛇毒に効く薬であると判明し、大王は羋姝に禁足令を出す。 黒幕の中行期と張儀に親交があったと分かり、大王は張儀に警戒心を抱く。                                                                      |                |                   |          |
| 第40話 | 疑心           | 2021年4月30日放送 | 年 月 日 |
| 中行期の供述から、和氏の璧の事件への関与が濃厚になった張儀は自宅軟禁となる。 昏睡から覚めたユエは、手元に届いた和氏の璧が偽物だと気付く。毒針を仕込んだ真犯人は、張儀を疎んだ公孫衍だった。 ユエは、羋姝と張儀はいずれも陥れられただけだと大王に告げる。ユエの説得で再び奮い立った張儀は、大王に対し決意新たに忠誠を誓うのだった。 穆大監からの進言をヒントに、羋姝は大王の信頼を取り戻すべく輿入れ道具の目録を提出することにする。 |                |                   |          |
| 第41話 | 移ろい         | 2021年5月3日放送  | 年 月 日 |
| 孟昭氏の輿入れ道具を調べていると、中行期と通じていたことを示す手紙が見つかり、陰謀が発覚した孟昭氏は死罪となる。羋姝は大王のもとへ謝罪に向かうが、羋姝も被害者だとして、とがめられることはなかった。 一時、咸陽に戻った魏冉は褒美の品を土産にユエと再会するが、すぐに戦場に戻る。ふさぎ込むユエの様子を見た大王は、献策される策論の分類をユエに任せる。 するとユエへの対抗心で、羋姝もその手伝いに名乗り出る。そんな中、ユエは策論の中に孟嬴から大王への手紙を発見する。                                                                                       |                |                   |          |
| 第42話 | 親子の絆       | 2021年5月4日放送  | 年 月 日 |
| 魏趙韓3国が函谷関に集結し緊迫した状況の中、蘇秦の策論の中に音信不通だった孟嬴からの密書が見つかる。蘇秦の証言で、孟嬴と息子の職公子が韓にとらわれていることが分かり、孟嬴は秦に連れ戻されるも、 職公子は趙の人質となってしまう。蘇秦の才覚を見抜いたユエだが、張儀が重用されている今、登用するのは混乱を招くと判断する。 一方、孟嬴が蘇秦に心を寄せていると気付いた羋姝は、蘇秦の登用を阻んでいるのはユエだと孟嬴に吹き込み、ユエへの疑念を植え付けるのだった。                                                                                                |                |                   |          |
| 第43話 | 対抗心         | 2021年5月5日放送  | 年 月 日 |
| 咸陽を去る直前、孟嬴に引き止められた蘇秦は、職公子を救い諸国を退ける妙策を伝える。その策を評価した大王は蘇秦を呼び戻そうとするが、ユエが挙げた懸念を羋姝から聞き、登用を断念する。 孟嬴は蘇秦の登用を阻んだのはユエだと誤解し、恨みを抱く。 秦は函谷関の戦いで勝利。魏冉が昇進したと聞いた羋姝は、甘茂と樗里疾を取り込むべく贈り物をする。 太子候補となった蕩は、子犬を巡って兄の通と争いケガをさせ、子犬も死なせてしまう。ユエは蕩の横暴さを指摘し、羋姝は不満を抱く。                                                                                        |                |                   |          |
| 第44話 | 草原の再会     | 2021年5月6日放送  | 年 月 日 |
| 大王と共に義渠に向かったユエは、義渠王に秦の臣下となることを同意させる。ユエは魏冉と再会し、義渠の弟、狼と引き合わせる。ユエは狼に「白起」と名付け、秦に従軍させることにする。 毒虫に刺され体調を崩した大王のもとに、斉による燕侵攻の一報が入る。孟嬴の子、職を燕王に擁立すべく、趙と連合して燕を攻めるため大王は急いで秦に戻る。 ユエが秦に戻った時には、大王も孟嬴も燕に向かって出発していた。ユエは孟嬴に避けられた理由が、孟嬴の蘇秦への好意だと知る。 |                |                   |          |
| 第45話 | 若き公子たち   | 2021年5月7日放送  | 年 月 日 |
| 王宮では立太子が話題に上がる。羋姝に口添えを頼まれた樗里疾は大王に進言に向かうが、祖父や父の例を引き合いに、慎重に進める意向を告げられる。 羋姝は大王に蕩の練兵を見せるべく段取りをするが、うまくいかず蕩は癇癪を起こす。それを見た大王は顔を曇らせるが、機転を利かして蕩を助けた稷に感心する。 心労から頭痛や咳に苦しむ羋姝は、女医の摯の治療を受ける。部屋に入ってきた殺人蜂が強力な毒を持つと聞き、羋姝は何かを企む。 |                |                   |          |
| 第46話 | 兄弟の争い     | 2021年5月10日放送 | 年 月 日 |
| 羋姝は大王に進言し、蕩の太子擁立が確実だと周知させるため、蕩と稷を一緒に学ばせる。張儀が韓討伐を、司馬錯が蜀討伐を主張する中、大王はそれぞれの上奏文を蕩と稷に読ませ、 韓と蜀のどちらを討つべきか意見を発表させる。蕩が稷に論破されてしまい、羋姝の焦りを察したユエは、稷を王位継承争いに巻き込まないよう大王に願い出るが、叱責を受ける。四方館での賭けに参加した蕩は、 羋姝の教えどおり多数派の韓討伐に札を投じるが、稷は皆の知る策を取れば敵に見破られると蜀討伐に投じる。稷の選択が自分の考えによるものと知った大王は、その並外れた才覚を感じ取る。         |                |                   |          |
| 第47話 | 甘い罠         | 2021年5月11日放送 | 年 月 日 |
| ユエの助言を受け公孫衍への執着に気付いた張儀は、蜀討伐に賛成すると同時に蜀攻めの名案も考え出す。大王から叱責を受け承明殿から足が遠のいていたユエだが、大王の真意を聞き二人の仲も元通りになる。 稷を亡き者にしようと企んだ羋姝は、少司命の祭祀の前日、蜂を引き付ける香りを染み込ませた着物を稷に贈る。当日、標的の稷よりも先に蜂の大群に襲われたのは、 外出禁止の約束を破り庭に出た蕩だった。葵姑に守られた稷は軽症で済んだものの、蕩と葵姑は重篤に陥る。太医令も女医の摯もなす術がなく、大王は「治療できる者に金1万」との触れを出す。                          |                |                   |          |
| 第48話 | 亀裂           | 2021年5月12日放送 | 年 月 日 |
| 樊長使は息子の通から、殺人蜂が羋姝の侍女によって庭に仕込まれたことを聞き、羋姝が稷を狙ったのではと疑念を抱く。穆辛と侍女の会話から殺人蜂に効く薬草を割り出したユエは、 女医の摯に急いで摘みに行かせ、蕩と葵姑の命を救う。稷が着ていた着物が蜂を引き寄せやすいにおいと柄だったことから、ユエは贈り主の羋姝のもとを訪ね、事の真偽を問いただす。 羋姝は謀略を認めるが、ユエは大王に告発することができず、葵姑はその優しさが後に災いを招くことになると告げる。 |                |                   |          |
| 第49話 | 分封           | 2021年5月13日放送 | 年 月 日 |
| ユエが自分の謀略を大王に告発しないと分かった羋姝は、証拠隠滅のため稷の着物を処分させる。羋姝から公子への分封に関する奏上を受け、大王は樗里疾に立案を任せる。 蕩と太子位を争う公子の排除が目的だと気がついた魏夫人は、華を咸陽にとどめ太子候補とするため、美貌の姪、魏頤を呼び寄せ大王を籠絡させることにする。 平穏を願うユエは、稷に巴蜀を封じてもらい、自分も同行する旨を大王に願い出るが、大王はユエに失望と怒りを覚え、それをはねつける。 |                |                   |          |
| 第50話 | 大王の真意     | 2021年5月14日放送 | 年 月 日 |
| 元旦、椒房殿に集まった妃たちのもとに分封の知らせが届く。成人した５人の公子に領土が与えられ、年少の稷と通は王宮に残された。 羋姝は蕩の太子の地位を確実にするため、蕩に楚の公主を娶ろうと考える。しかし、魏夫人の姪、魏頤に一目ぼれをした蕩は披香殿に通い詰める。 それを知った羋姝は魏夫人の策略と考え激怒する。分封のことで足が遠のいていた承明殿を久しぶりに訪れたユエに、大王は立太子についての考えを話し始める。 |                |                   |          |
| 第51話 | 太子擁立       | 2021年5月17日放送 | 年 月 日 |
| 蕩は魏頤に会わせてほしいと魏夫人のもとを訪れる。そこへ羋姝もやってきて、魏夫人を激しく非難する。魏頤は、自分が蕩の妻となれば魏夫人の思い通りに操れると進言。 魏夫人は羋姝に蕩と魏頤の結婚話を持ちかける。その利益を知った羋姝は、魏頤との結婚を許してもらうよう大王に求める。大王は樗里疾と嬴夫人に相談した後、蕩と魏頤の結婚を許し、蕩の立太子を決める。 張儀は庸芮に、蕩の立太子について不満をもらし、羋姝が後ろ盾となっている甘茂の台頭を苦々しく思うのだった。                                                                                             |                |                   |          |
| 第52話 | 決死の訴え     | 2021年5月18日放送 | 年 月 日 |
| 蕩と魏頤の結婚と同じ頃、蜀で謀反が起き、蜀侯の奐公子が殺害される。蜀の再討伐を図った大王は、自身亡き後のユエ親子の行く末を考え、稷を巴蜀に封じ、ユエを同行させる旨の勅書を書き記す。 3月3日の上巳節、水辺での卵取りの行事に蕩とその従者たちが乱入。蕩は通に言いがかりをつけ、太子殿に連行して従者らと共に暴行を働く。 樊長使が羋姝に訴え出ていたその時、通が自害したとの知らせが届く。樊長使は大王を訪ね、かつて羋姝が殺人蜂を使って稷を殺そうとしたことを告発する。                                                                                           |                |                   |          |
| 第53話 | 天意           | 2021年5月19日放送 | 年 月 日 |
| 大王は羋姝の稷暗殺の謀略が事実であれば、后位を廃する決意をする。しかし羋姝の侍女、珊瑚を詮議する直前に、珊瑚は自害し真相は藪の中となる。大王は稷を太子候補にするため承明殿に移らせる。 これを知った蕩は承明殿に乗り込み稷に剣の勝負を挑む。稷を守ろうとした穆大監はケガを負い、これを見て激怒した大王は吐血して倒れてしまう。 甘茂から知らせを受けた外地の公子たちも王宮に集まる中、病床の大王は樗里疾の補佐の下で蕩に国政を任せ、稷は蜀に分封するとの勅旨を下す。                                                                                             |                |                   |          |
| 第54話 | 崩御           | 2021年5月20日放送 | 年 月 日 |
| 大王は死の淵で王族と家臣を集め、蕩に対し兄弟を殺さないと誓わせる。その後、ユエ一人を枕元に呼ぶと、往事をしのびながらこの世を去る。秦王嬴駟は恵文王と号され、蕩が王位を継ぐ。 侍従の馮甲は、先王が嬴夫人に渡したもう1つの遺詔の在りかを吐かせるため、義父の穆大監に毒を盛る。しかし穆大監は自害し、そこにやってきた穆辛も刀で刺されるが一命をとりとめ、唐夫人にかくまわれる。 羋姝はユエにもう1つの遺詔を渡すよう迫るが、何も知らないユエはそのまま捕らえられてしまう。                                                                                         |                |                   |          |
| 第55話 | 遠い地へ       | 2021年5月21日放送 | 年 月 日 |
| ユエ親子と樊長使の殉葬を樗里疾から反対された羋姝は、魏頤からの提案を受け、稷を燕の人質に出すことにする。ユエ親子と侍女たちを見送った張儀は、自ら秦を去っていく。 道中、現れた魏冉は一行を趙の国境まで送り届け、ユエに別れを告げる。もう1つの遺詔を求め嬴夫人のもとに押しかけた羋姝だが、駆けつけた樗里疾と庸芮に制止される。 ユエ一行は趙に入り、義渠君とその手下に遭遇する。義渠君はユエに、共に義渠の草原に帰ろうと提案する。 |                |                   |          |
| 第56話 | 極寒の地       | 2021年5月24日放送 | 年 月 日 |
| 義渠への誘いを断り燕に向かうユエに、義渠君は金銀財宝や毛皮を贈って見送る。ユエ一行は燕の都、薊の駅館に到着する。 燕に嫁ぎ宰相夫人となった羋茵は、ユエへの恨みから秦からの国書を燃やしてしまう。 国書を読んだ孟嬴から連絡がくるものと思い待ち続けるユエだが、一向に音沙汰がない。自ら届けに行った文も、孟嬴には届かない。 羋茵に買収された駅丞の韓伍は、ユエたちが眠る部屋に火を放つ。 一同は無事に外に逃れたものの、稷の外套を取りに戻った葵姑は命を落としてしまう。                                                                                           |                |                   |          |
| 第57話 | 旧敵           | 2021年5月25日放送 | 年 月 日 |
| 鎮火の後、宝石箱がないことに気付いたユエたちは、姿を消した駅丞の韓伍の仕業だと推測する。羋茵の侍女の菱児からユエの現状を知らされた易后は、宰相の郭隗に相談するが、郭隗は知らぬふりで通すよう助言する。 ユエが劣悪な暮らしを郭隗に訴えると、母子に着物が贈られ宰相府に招かれる。しかし、そこで待っていたのは羋茵だった。羋茵からの施しを拒否したユエ母子は着物を脱ぎ捨て、薄着で御殿を出る。 寒さに震えながら歩く一行に、蘇秦が救いの手を差し伸べる。 |                |                   |          |
| 第58話 | 救いの手       | 2021年5月26日放送 | 年 月 日 |
| ユエたちを助けた蘇秦は、その惨状を孟嬴や郭隗に訴える。蘇秦の件でユエへの誤解が解けた孟嬴は、密かにユエを助けることにする。 ある日、五婆という仲買人から書写を依頼されたユエは、手付けとして炭や食料を受け取る。駅丞の趙臣からこれを聞いた羋茵は、ユエたちを駅館から追い出すことにする。 一方、秦では秦王の横暴さに我慢の限界を迎えた司馬錯が、魏冉と共に朝廷を去る。 書写の話が急に白紙になり、さらに趙臣に駅館からの退去を迫られ失意に暮れるユエだが、五婆が次に住む家を紹介する。                                                                            |                |                   |          |
| 第59話 | 自助の道       | 2021年5月27日放送 | 年 月 日 |
| ユエは五婆から紹介された下町の家で、家族を亡くし精神を病んだ家主の貞と共に暮らすことにする。また、五婆の力を借りて着物を売り始める。 魏冉の兵権を取り戻したい白起は義渠君の元を訪れ、咸陽を攻めるため義渠の兵を借りる。 楚の使者として燕の宰相府を訪れた黄歇は、ユエ母子が行方知れずと知り、行方を捜すよう強く要求する。 樗里疾は秦王の東征の間、都を守り義渠を討伐するため司馬錯と魏冉を軍に戻す了承を得る。東征の目的が周の天子を討ち九鼎を奪うことと知った樗里疾は大反対するが、他に反対する者はない。                                                      |                |                   |          |
| 第60話 | 混迷           | 2021年5月28日放送 | 年 月 日 |
| 五婆が市場で黄歇に会ったことを知ったユエは、黄歇を捜し出してほしいと頼む。 秦では蕩の東征の計画を憂いた樗里疾が、司馬錯と魏冉に力を貸してほしいと頼み込む。 周の都に到着した蕩は九鼎を持ち上げるが、下敷きになり死亡する。羋姝は魏長使から引き取った壮を次期王にと考えるが、樗里疾の反対に遭う。同じ頃、蕩の妻、魏頤の懐妊が発覚する。 羋姝は先王の遺詔が嬴夫人のもとにあるとにらみ、離宮の封鎖を命じる。嬴夫人は庸芮に、ユエと稷を呼び戻すよう命じる。 |                |                   |          |
| 第61話 | 空位の王座     | 2021年5月31日放送 | 年 月 日 |
| 朝議のため帰国した華は、魏頤の懐妊が偽りだと知る。魏夫人は、最終的に華の子に王位を継がせる計画を打ち明ける。 羋姝が朝議の席で桃を使い公子たちを挑発した結果、思惑どおり華と恢が争いを始め、混乱のさなか、華は恢を殺害してしまう。ユエは五婆から、陶尹の息子の婚礼衣装の制作を依頼されるが、破格の報酬に疑いを抱く。 一方、稷は黄歇と街で出会い、ユエとの再会の約束を取り付ける。しかし突然、廷尉右丞が家に押し入り、婚礼衣装の手付金と宝石を見つけ出すと、ユエが盗難の黒幕だと糾弾する。                                                                       |                |                   |          |
| 第62話 | 逃走           | 2021年6月1日放送  | 年 月 日 |
| 廷尉右丞がユエたちを連行しようとしたところへ黄歇が現れる。貞が右丞に刺されたのをきっかけに、救援に駆けつけた義渠君や民衆も交えて大乱闘となり、右丞は命を落とす。 ユエたちはすぐに薊を脱出するが、それを聞いた羋茵が独断で兵を出してユエたちを追わせ、斉にも協力を要請する。 羋茵の侍女の菱児から事情を聞いた蘇秦はすぐに易后に会い救出を求める。 ユエは黄歇の説得を受け、一緒に楚に戻ることにする。 |                |                   |          |
| 第63話 | 私怨の果て     | 2021年6月2日放送  | 年 月 日 |
| ユエ一行が国境の田将軍と対峙しているところへ、易后が現れる。同じく到着した郭隗からの進言で、ユエたちは国境の宿場に泊まることにする。その夜、郭隗は易后に辞意を伝え、後任に蘇秦を推薦する。 易后はユエとの会食で、郭隗からの助言通り燕にとどまるよう説得するが、ユエはその意図を見抜き楚へ戻ると宣言する。同じ頃、郭隗は羋茵がユエたちの飲み物に毒を盛ろうとしていることを察知し阻止する。 羋茵は郭隗に勧められるままそれを飲み、命を落とす。 |                |                   |          |
| 第64話 | 分かれ道       | 2021年6月3日放送  | 年 月 日 |
| ユエたちが楚へ出発する前日、庸芮が駅館に現れる。庸芮は秦の窮状と遺詔の存在を明かし、稷を新王に立てるべくユエに帰国を促す。 かつて嬴駟と交わした天下統一の約束を思い出したユエは、黄歇と別れ庸芮と共に秦へ向かう。ユエの帰国を知った魏夫人と武王后は、これを利用して羋姝に対抗しようと画策する。 合流した魏冉に稷を任せ、庸芮と北の離宮を訪れたユエだが、嬴夫人との再会後まもなく、羋姝が兵を率いてやってくる。嬴夫人はユエに遺詔を託し秘密の通路から逃がした後、1人羋姝と対峙する。                                                                            |                |                   |          |
| 第65話 | 遺詔の在りか   | 2021年6月4日放送  | 年 月 日 |
| 頑なに遺詔を渡さない嬴夫人に対し、羋姝は離宮に火を放ち焼き尽くす。樗里疾らの元へ急ぐユエと庸芮だが、魏夫人の兵に出くわしユエは連れ去られてしまう。 魏夫人と武王后は拠点の萯陽宮にユエを住まわせ、遺詔の存在を聞き出そうとする。しらを切り通すユエを脅そうと、２人は蠱毒を操る草鬼婆から蠱とその解毒薬を手に入れる。 食事に毒を盛られたユエが痛みと怒りで暴れた拍子に解毒薬が水の中に落ち、その効果が失われてしまう。 |                |                   |          |
| 第66話 | 身代わり       | 2021年6月7日放送  | 年 月 日 |
| 蠱毒に苦しむユエを、穆辛が訪ねる。ユエは穆辛に簪を渡し、庸芮と魏冉の他、虎威に教えてもらった咸陽の毛皮商を訪ねて救いを求めるよう伝える。知らせを聞いた義渠君はユエを救出し、草原へと連れて帰る。 ユエの体の蠱を別の体に移すため、義渠の男たちの中から義渠君が選ばれる。無事に回復したユエは、白起から義渠君が身代わりになったと聞き、慌てて義渠君のもとへ行く。 生死の境をさまよう義渠君は、ユエが自分の女になると聞くと最後の力をふりしぼり一命を取り留める。                                                                                                 |                |                   |          |
| 第67話 | 起死回生       | 2021年6月8日放送  | 年 月 日 |
| 奇跡的に回復を遂げた義渠君とユエは結ばれる。稷の王位奪還のため、ユエは自分がおとりとなり王宮に乗り込む計画を立てる。 羋姝はユエが義渠君に捕らえられたという知らせを受け、大量の金品を交換条件に身柄の引き渡しを要求する。義渠君は自らユエを咸陽に護送し王宮に赴く。 宣室殿で羋姝とユエ、魏夫人と武王后の三つ巴の戦いが始まろうとしていた時、樗里疾と司馬将軍らも登場する。樗里疾はユエの簪に隠されていた遺詔を読み上げ、稷の王位継承を宣言する。 |                |                   |          |
| 第68話 | 太后誕生       | 2021年6月9日放送  | 年 月 日 |
| 稷の即位と共にユエは摂政となり、太后の尊号で呼ばれることになる。しかし、いまだ公子らによる内乱は続き、函谷関外に兵を駐屯させる各国は秦の混乱に乗じて侵攻をもくろんでいる。 羋姝は華と手を組み、華の本拠地である雍に身を移す。羋姝は華に王位を約束し、守旧派の支持獲得を狙い旧制度の復活を宣言する。華は羋姝から命を受け他の公子らと咸陽討伐に向かう。 ユエは義渠の兵や白起らにこれを迎え撃たせると同時に、各国の使者を呼んで交渉を試みることにする。 |                |                   |          |
| 第69話 | 苦渋の外交     | 2021年6月10日放送 | 年 月 日 |
| ユエは各国の使者と交渉し、領土の割譲を条件に函谷関から兵を撤退させる。ユエの失脚をもくろむ甘茂は、独断での決定を非難し摂政から退くよう迫るが、逆に激しく叱責され右相の職を辞任する。 樗里疾を訪ねた甘茂は、旧制度を復活させれば公子たちの反乱も収まり、諸国の標的の的とならずに済むと説く。しかし樗里疾は変法の堅持こそ秦の発展の道と主張し、甘茂を追い返す。 翌日、仮病で朝議を欠席した甘茂派の臣下に対し、ユエは職務怠慢を理由に罷免を申し渡すのだった。 |                |                   |          |
| 第70話 | 訓戒           | 2021年6月11日放送 | 年 月 日 |
| ユエと義渠君の関係を知った稷は激怒し、義渠君に斬りかかる。ユエが義渠君をなだめていると刺客の襲撃に遭い、矢を受けた義渠君は重傷を負う。刺客の黒幕が羋姝と華だと分かり、ユエは兵士を集めて訓戒を行う。 功績に必ず報いることを約束したユエに、兵士たちの士気は大いに高まり、刺客を手引きした蒙驁も罪を認め忠誠を誓う。甘茂は咸陽を去り、羋姝と華のいる雍に移る。 同じ頃、ユエは華に帰順を説得させるため、魏夫人を雍へ送り込む。 |                |                   |          |
| 第71話 | 反乱軍の最期   | 2021年6月14日放送 | 年 月 日 |
| 衛良人の説得で息子の池が朝廷に帰順し、諸公子らの謀反の勢いも弱まり始める。咸陽がいよいよ反乱派の討伐に着手すると知り、羋姝は華を秦王に即位させ、ユエと稷を国賊として成敗するよう命じる。 反乱派の軍では蒙驁に説得され逃げ出す兵士が続出し、形勢不利と見た甘茂は魏に逃亡する。ほどなく雍は咸陽の王軍に落とされ、華と羋姝は生け捕りとなる。 謀反を起こした公子らを斬首の刑に処し後の見せしめとすべきだと考えるユエに対し、樗里疾は猛反対し辞職すると宣言する。                                                                                                   |                |                   |          |
| 第72話 | 姉妹の終わり   | 2021年6月15日放送 | 年 月 日 |
| 大雪の降る夜、公子処刑の件で職を辞した樗里疾を訪ねたユエだが、門前払いに遭う。それでも一晩中、外で待ち続けたユエの誠意に胸を打たれた樗里疾は自邸に招き入れる。 ユエは10年で失地回復を成すこと、成せない時は政から退くことを約束する。華を含め、謀反を犯した公子の処刑が執行された。ユエは宗廟を訪れ嬴駟の霊前に報告し、覇業への誓いを立てる。 その後、清涼殿に移った羋姝を訪ねたユエだが、姉妹関係の修復は叶うことはなかった。 |                |                   |          |
| 第73話 | 祖国からの使者 | 2021年6月16日放送 | 年 月 日 |
| 商鞅の法を改正することを発表した頃、楚から輿入れの隊列と人質が到着しようとしていた。人質の付き人が黄歇だと聞き、ユエは動揺する。人質の横太子が謁見した後、ユエと黄歇は2人で語り合う。 黄歇は秦への仕官の勧めは断るものの、秦にいる間はユエを支援する約束をする。咸陽では義渠人の狼藉が問題になっており、ある日ついに禁軍と衝突する。 頭を痛めるユエだが、黄歇からの提案どおり、秦軍に義渠軍の騎馬術を学ばせると共に、義渠の軍営を咸陽外に移し軍営内での自治を認めることにする。                                                                                |                |                   |          |
| 第74話 | 草原の誓い     | 2021年6月17日放送 | 年 月 日 |
| 義渠の軍営を咸陽外に移したのは黄歇の案だったと知った義渠君は、ユエに不満をぶちまけ草原に戻っていく。その後ユエの懐妊が分かり、2人は草原の天の下に永遠の誓いを立て夫婦となる。 朝議に集まった臣下を前に、ユエは「夢に先王が現れて身ごもった」と告げ、その場を去る。 臣下は納得しないが、庸芮は黄歇の進言通り、鳥の卵をのんで懐妊したという始祖神話や斉王室の例を挙げて、生まれる子供に嬴姓を名乗らせることを納得させる。 |                |                   |          |
| 第75話 | 母の愛         | 2021年6月18日放送 | 年 月 日 |
| 稷はユエに義渠君の子を産まないよう進言するが、冉からユエの母としての思いを聞き、さらに手作りの好物を届けられるとユエと仲直りをする。やがてユエは男児を産み、稷もこれを受け入れる。 その後、義渠君を含む臣下たちはかつて割譲した土地を次々と奪回していき、秦は次なる目標を大国楚に定める。 楚の南后は息子の子蘭を太子に擁立すべく、秦にいる横太子を陥れる策を練る。 秦の酒場で乱闘に居合わせた横太子は、殺人の濡れ衣を着せられるが、黄歇は太子を逃がし自分が現場にとどまるのだった。                                                                            |                |                   |          |
| 第76話 | 天下のために   | 2021年6月21日放送 | 年 月 日 |
| 殺人の罪を着せられた楚の横太子は、処罰を恐れて国に逃げ帰る。ユエはこれを理由に、秦楚の同盟破棄と楚の討伐を宣言する。 秦に6城を攻め落とされ楚が劣勢となっていた頃、両国の君主が会盟することになる。会盟が行われた秦領の武関で、稷は楚王を拘束する。ユエは突然の事態に驚き憤るが、稷と秦の名誉を守るため責任をかぶることにする。 黄歇は秦の背信行為を強く非難する。すべては天下のためだと秦に引き止めるユエを振り切り、黄歇は祖国へと帰る。 |                |                   |          |
| 第77話 | 秦楚の攻防     | 2021年6月22日放送 | 年 月 日 |
| 秦が15城を陥落したことで、楚は崩壊寸前となる。楚王が秦に捕らわれたのを機に、南后は息子の子蘭を王位に就けようとするが、黄歇や重臣の昭陽、屈原らがこれを阻止し、横太子を王に即位させる。 楚の摂政となった屈原が都の守りを固め、連合軍と秦に対抗する策を講じたため、秦は楚から撤退する。 秦では戦の功績によって白起、魏冉、羋戎の他、義渠君との子である芾にも領土と爵位が与えられた。 これに喜ぶ義渠君だったが、義渠をないがしろにするユエに不満を漏らす。一方、拘束していた羋槐が逃走したとの知らせが入る。                                                      |                |                   |          |
| 第78話 | 深まる溝       | 2021年6月23日放送 | 年 月 日 |
| 逃亡していた羋槐は国境付近で捕縛され、失意のうちに息を引き取る。病床の樗里疾は見舞いに来た庸芮と魏冉に、楚の弱体化と斉を滅ぼすこと、義渠への警戒を言い残す。 樗里疾の死後、魏冉が宰相に就く。 秦は諸国と共に斉の討伐に成功する。その報奨に不満を募らせる虎威は、街で商人を殺害し捕らえられる。 義渠君は稷に虎威の釈放を求めるが、法を理由に断られる。ユエは義渠君に、稷に歩み寄るよう頼むが、義渠君は虎威たちの釈放を条件に掲げるのだった。 |                |                   |          |
| 第79話 | 二つの家族     | 2021年6月24日放送 | 年 月 日 |
| 義渠君は牢に捕らえられた虎威たちの哀れな姿に耐えきれず、役人を殺し配下を脱獄させる。これを受けて秦軍は義渠の軍営を包囲。 秦軍は虎威を３日以内に引き渡すよう要求し、白起が交渉に向かう。虎威は義渠君や仲間に迷惑をかけられないと考え、軍営を出て自害する。義渠君はユエを訪ね、不満を爆発させる。 芾の10歳の誕生日、義渠君は馬を贈るという名目でユエと芾を草原に誘う。しかし、杯を交わす２人の背後で、義渠の兵士たちがユエたちを連れ去ろうと武器を構えていた。                                                                                                   |                |                   |          |
| 第80話 | 荒馬の仁義     | 2021年6月25日放送 | 年 月 日 |
| それぞれの兵が背後に構える一触即発の状況で、ユエと義渠君は今後を話し合う。 義渠君、稷、芾で秦の国土を３分割するという提案を一蹴したユエに対し、義渠君は5日の猶予を与え、これをのまなければ秦王宮に攻め入ると宣言する。 5日後、義渠君は宣室殿に乱入し秦兵と斬り合いになり、ついには矢を受け命を落とす。秦は義渠を完全に併合し国内は再び安定を取り戻すが、義渠君を失ったユエは心に大きな傷を受け、床に伏してしまう。 |                |                   |          |
| 最終話 | 未来への布石   | 2021年6月28日放送 | 年 月 日 |
| 稷はユエを励まそうと、趙王に和氏の璧と15城の交換を申し出る。使者の藺相如は稷が15城を割譲する意思がないことを見抜くと、和氏の璧を趙へ送り返し、王を欺いた罪で釜ゆでの刑を受けると申し出る。 刑の執行を止めに入ったユエは藺相如の才覚を褒め称え、趙へ帰国させる。ある日、夢の中で嬴駟と再会したユエは、陵墓の建設やそこに納める兵馬俑の準備を始める。 ユエの死から約40年後、玄孫にあたる嬴政が天下を統一し、自らを始皇帝と名乗ることになる。 |                |                   |          |